# スクレリング

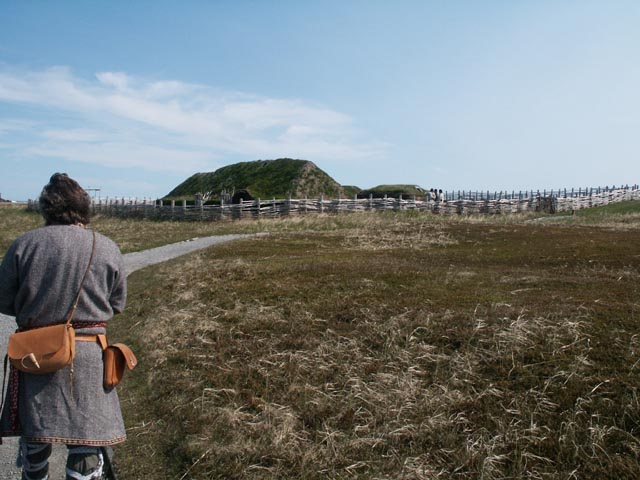
ニューファンドランド島、ランス・オ・メドーのヴァイキング入植地跡

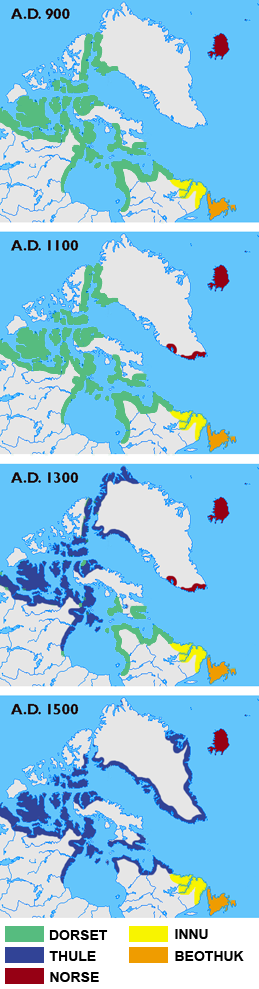
900年、1100年、1300年、1500年時点での、アイスランド、グリーンランド、ラブラドル半島、ニューファンドランド島、その他カナダの北極圏の島における民族の移り変わりの推定図。緑色がドーセット文化、青がトゥーレ人、赤がノース人、黄色がイヌ族、オレンジがベオスック族

スクレリング（Skræling、複数形はスクレリンガー skrælingar）は、グリーンランドに進出したノース人（ヴァイキング）たちが現地で出あった異民族（トゥーレ人）に対しつけた名前。おそらく、ドーセット文化の担い手となったドーセット人に対しても用いられている。
さらに同じ名前が、グリーンランドの南のヴィンランド（現在のニューファンドランド島と思われる）で遭遇した先住民（後のベオスック族の祖先に当たる民族と思われる）にも使われている。
スクレリングという語は、中世のグリーンランドに住んでいたノース人の方言のうち唯一今日まで生き残っている単語である。現代アイスランド語では、スクレリンギ（skrælingi）は野蛮人を意味する。スクレリングの語源は定かでないが、古ノルド語のskrá （「皮」・「皮膚」という意味の名詞。また動詞になると「書き付ける」の意味、例えばアイスランドでは乾かした動物の皮にアイスランド・サガなどの記録を書いていた）が元になったと思われる。羊毛を織った服を着ていたノース人に対し、イヌイット、あるいは先行する民族のトゥーレ人やドーセット人などグリーンランドでノース人が会ったと思われる民族は、獣皮で作った服を着ていたことが、スクレリングという語には示唆されている。
また、スカンディナヴィアの言葉の「skral スクラル」やアイスランド語の「skrælna スクレルナ」から来ているという議論もある。skral とは「痩せた」「痩せこけた」という意味を含み、「病気の」や「弱い」と同義語としても使われる。しかし、skral という語は17世紀に低地ドイツ語から入った単語であり、サガなどの中世ノース人の文書や現代アイスランド語には見られないため、単なる民間語源かよく似ているだけの言葉である可能性が高い。skrælna は「縮んだ」、「乾いた」という意味のアイスランド語であるが、スクレリング達について言及した中世の文書では、スクレリングという名称を敵意や悪い意味では使っていない。